# Chorus Venezia
L'Associazione Chorus delle Chiese Veneziane (spesso abbreviata in Chorus) è un'organizzazione con il fine la conservazione delle chiese di Venezia e del Patriarcato. Vi fanno parte venti chiese veneziane. 

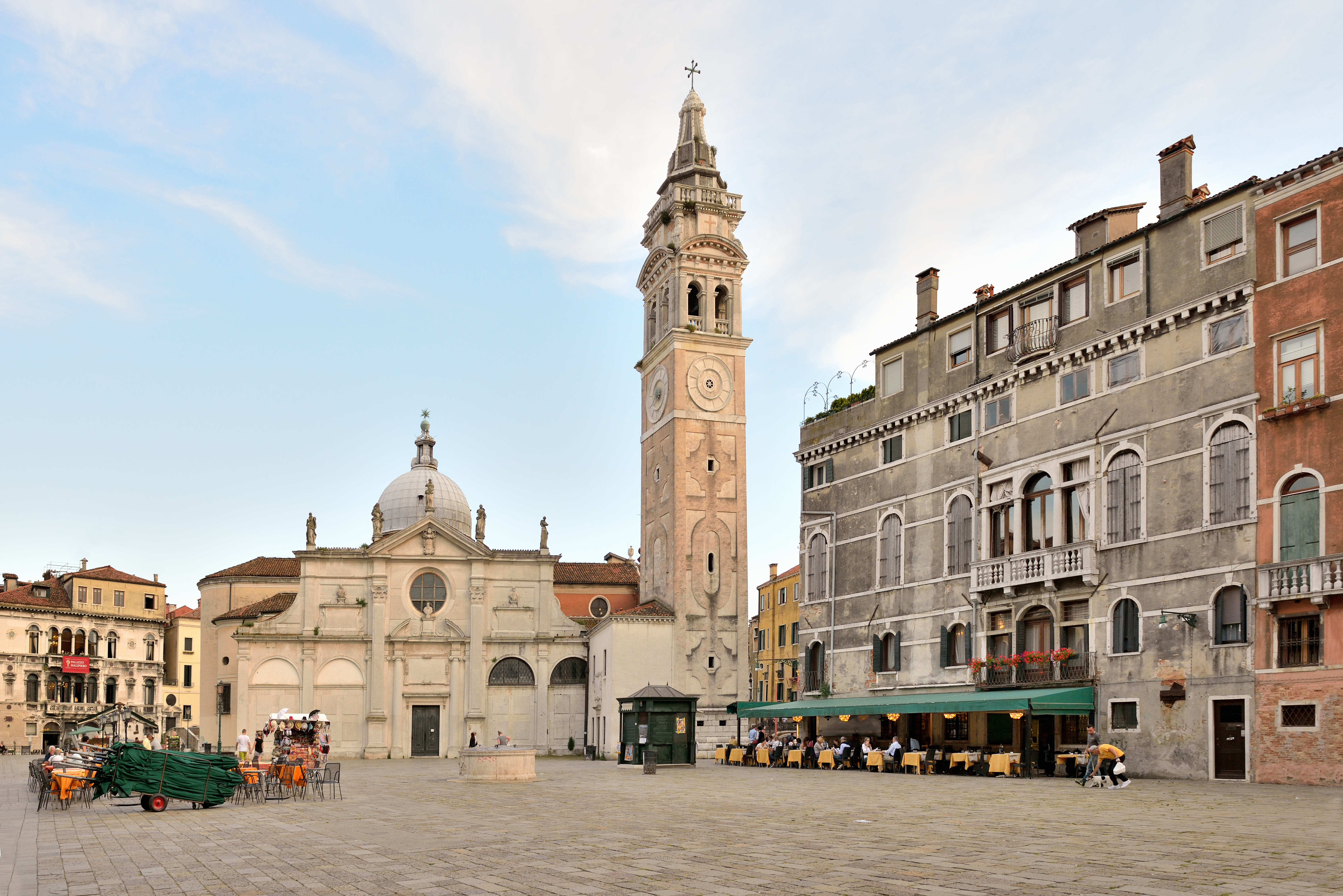
Chiesa di Santa Maria Formosa

## Progetto
L'associazione Chorus è stata fondata nel giugno 1997, istituita da un atto pubblico come associazione senza scopo di lucro. All'inizio i membri erano i sacerdoti delle tredici chiese fondatrici. L'associazione fu iscritta nel Registro delle Associazioni del Comune di Venezia nell'agosto 1997 mentre nel dicembre 1999 la Regione Veneto lo riconobbe come entità legale ai sensi del Codice Civile. 

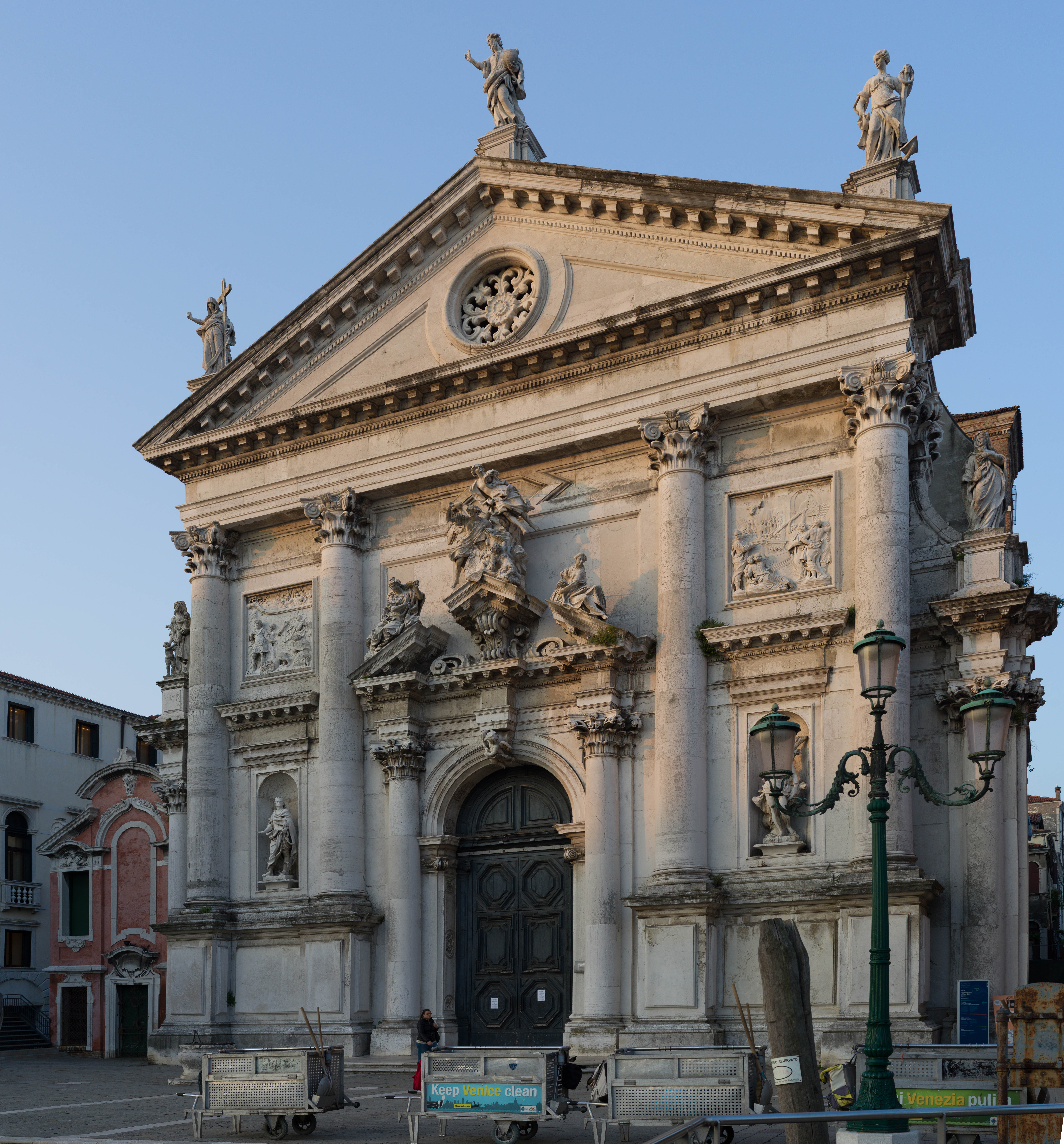
Chiesa di San Stae

Nel 2000 anche la Fondazione Cassa di Risparmio di Venezia entrò nell'associazione Chorus insieme a numerose personalità laiche. 
Chorus riunisce una rete di venti chiese di Venezia (vedi elenco sotto) che ospitano più di mille opere d'arte. Il concetto prevalente è quello di  "museo di area" ed è gestito in modo che le più avanzate tecniche di restauro siano utilizzate attraverso la rete.

## Membri
Le 20 chiese membri dell'Associazione Chorus sono. 
- Basilica di San Pietro di Castello
- Basilica del Santissimo Redentore
- Chiesa di Sant'Alvise
- Chiesa di San Giacomo dall'Orio
- Chiesa di San Giobbe
- Chiesa di San Giovanni Battista in Bragora
- Chiesa di San Giovanni Elemosinario
- Chiesa di San Marcuola
- Chiesa di Santa Maria del Carmelo (Carmini)
- Chiesa di Santa Maria Formosa
- Chiesa di Santa Maria del Giglio
- Chiesa di Santa Maria dei Miracoli
- Chiesa della Madonna dell'Orto
- Chiesa di Santa Maria del Rosario (Gesuati)
- Chiesa di San Polo
- Chiesa di San Sebastiano
- Chiesa di San Stae
- Chiesa di Santo Stefano
- Chiesa di San Trovaso
- Museo e cripta di San Zaccaria

## Turismo
Per autofinanziarsi Chorus fornisce pacchetti per visitare più chiese, pubblicando anche delle guide.